# OxT
OxT (яп. オクト Окуто) — японская поп-группа, сформированная в 2015 году. В её состав входят композитор и вокалист Масаёси Ойси (яп. 大石 昌良 О:йси Масаёси) и гитарист Томохиро Осима (яп. 大嶋 文博 О:сима Томохиро). Томохиро также известен под псевдонимом Tom-H@ck (яп. トムハック Тому Хакку). Наибольшую известность OxT получили благодаря аниме SSSS.Gridman, Prince of Stride: Alternative и Overlord, к которым исполнили вступительные песни «Union», «Strider's High» и «Clattanoia». Группа принадлежит лейблам Pony Canyon и Media Factory. Агентство – CAT entertainment.

## Состав группы
Масаёси Ойси (яп. 大石 昌良 О:йси Масаёси) — вокал. Начал музыкальную деятельность в составе группы Sound Schedule в 1999 году. В 2008 году дебютировал как сольный исполнитель под именем 大石昌良 (иероглифы его фамилии и имени), а после, познакомившись с Томохиро Осима, создал группу OxT и сменил ник на オーイシマサヨシ (фамилия и имя, записанные катаканой).
Tom-H@ck (яп. トムハック Тому Хакку) — гитара. В 2009 году становится известен как аранжировщик главной музыкальной темы аниме K-On! и песни для титровой заставки второго сезона GO!GO!MANIAC. В 2015 году создал собственную группу MYTH & ROID.

## Краткая биография
Первая встреча Tom-H@ck с Масаёси Ойси произошла в 2013 году, когда оба работали над вступительной песней к аниме Ace of Diamond: Tom-H@ck необходим был напарник-вокалист, поскольку его собственный голос «напоминал звуки из ада». Они выпустили «Go EXCEED!!», подписавшись как «Tom-H@ck featuring 大石昌良». Спустя год после первой коллаборации, 18 января 2015 года, с подачи Tom-H@ck было решено создать группу, название которой состояло из частей сценических имён Масаёси и Томохиро. Главной причиной формирования группы стало слишком длинное и неудобное для произношения название изначального юнита («Tom-H@ck featuring 大石昌良»).
1 июля 2020 года OxT стали частью CAT entertainment.

## Дискография

### Синглы
| Название                                      | Год  | Наивысшая позиция в рейтингах | Описание                                                                                  | Альбом                              |
| Название                                      | Год  | Oricon                        | Описание                                                                                  | Альбом                              |
| --------------------------------------------- | ---- | ----------------------------- | ----------------------------------------------------------------------------------------- | ----------------------------------- |
| Kimero!!                                      | 2015 | 68                            | Первая титровая песня ко второму сезону аниме Ace of Diamond                              | OxT Complete Songs "Ace of Diamond" |
| Clattanoia                                    | 2015 | 28                            | Вступительная песня первого сезона Overlord                                               | Hello New World                     |
| Bloom of Youth                                | 2015 | 51                            | Вторая титровая песня второго сезона аниме Ace of Diamond                                 | OxT Complete Songs "Ace of Diamond" |
| Grateful Story                                | 2015 | —                             | Главная музыкальная тема в театральной постановке Ace of Diamond: The Live                | OxT Complete Songs "Ace of Diamond" |
| Strider's High                                | 2016 | 31                            | Вступительная песня аниме Prince of Stride: Alternative                                   | Hello New World                     |
| Be The Best! Be The Blue! / Tears of a Genius | 2017 | 116                           | Фоновая музыка в театральной постановке Ace of Diamond: The Live III                      | Reunion                             |
| One Hand Message                              | 2017 | 69                            | Вступительная песня аниме Hand Shakers                                                    | Hello New World                     |
| Laughter Slaughter                            | 2017 | —                             | Музыкальная тема в The Movie: Overlord: The Heroes of the Dark Black                      | Hello New World                     |
| Number One                                    | 2017 | —                             | Главная музыкальная тема в театральной постановке Ace of Diamond: The Live V              | Reunion                             |
| Home Ground                                   | 2017 | —                             | Фоновая музыка в театральной постановке Ace of Diamond: The Live V                        | Reunion                             |
| Go Cry Go                                     | 2018 | 40                            | Вступительная песня второго сезона аниме Overlord                                         | Hello New World                     |
| Silent Solitude                               | 2018 | 49                            | Титровая песня третьего сезона аниме Overlord                                             | —                                   |
| Hello New World                               | 2018 | —                             | Титровая песня для музыкальной программы, транслировавшейся на платформе Нико Нико        | Hello New World                     |
| Union                                         | 2018 | 15                            | Вступительная песня аниме SSSS.Gridman                                                    | Reunion                             |
| Mass for the Dead                             | 2018 | —                             | Главная музыкальная тема в мобильной игре MASS FOR THE DEAD, основанной по серии Overlord | Reunion                             |
| Golden After School                           | 2019 | 47                            | Первая титровая песня третьего сезона аниме Ace of Diamond                                | Reunion                             |
| Everlasting Dream                             | 2020 | 44                            | Вторая титровая песня третьего сезона аниме Ace of Diamond                                | Reunion                             |
| HOLLOW HUNGER                                 | 2022 |                               | Вступительная песня четвёртого сезона аниме Overlord                                      |                                     |
| HIGHEST                                       | 2022 | —                             | Вступительная песня первого сезона аниме The Eminence in Shadow                           | —                                   |
| WHEELER-DEALER                                | 2024 | —                             | Главная музыкальная тема в Overlord: The Holy Kingdom                                     | —                                   |

### Студийные альбомы
| Название                            | Информация                                                                     | Наивысшая позиция в рейтингах | Наивысшая позиция в рейтингах |
| Название                            | Информация                                                                     | Oricon                        | Billboard (Япония)            |
| ----------------------------------- | ------------------------------------------------------------------------------ | ----------------------------- | ----------------------------- |
| OxT Complete Songs "Ace of Diamond" | Релиз: 2 марта, 2016 Лейбл: Pony Canyon Формат: CD, цифровая дистрибуция       | 46                            | 36                            |
| Hello New World                     | Релиз: 12 сентября, 2018 Лейбл: Media Factory Формат: CD, цифровая дистрибуция | 23                            | 19                            |
| Reunion                             | Релиз: 10 сентября, 2020 Лейбл: Pony Canyon Формат: CD, цифровая дистрибуция   | 22                            | 24                            |

### Видео
| Название                          | Информация                                      |
| --------------------------------- | ----------------------------------------------- |
| Union Music Video/Making of Union | Релиз: 20 марта, 2019 Формат: Bru-Ray Disc, DVD |

## Живые выступления

### Одиночные концерты и ивенты
| Название                                                                                                | Дата                     | Место проведения                                                                                  |
| --- | ------------------------ | ------------------------------------------------------------------------------------------------- |
| OxT-но Хи Супэсяру Райбу (яп. OxTの日スペシャルライブ)                                                  | 10 сентября, 2015        | Shibuya Glad                                                                                      |
| OxT Синнэнкай~2016 нэн мо Окутоттэ козэ! (яп. OxT新年会～2016年もオクトってこーぜ!)                     | 14 января, 2016          | Shibuya Vuenos                                                                                    |
| OxT-1st Ванман Райбу Цуя–~Hello!! New World!!~ (яп. OxT-1stワンマンライブツアー〜Hello!! New World!!〜) | 1, 15, 16 апреля, 2016   | 1 апреля – Shinjuku Reny 15 апреля – Jammin' 16 апреля – Shinsaibashi Janus                       |
| OxT-но Хи~2016 (яп. OxTの日〜2016)                                                                      | 9, 10 сентября, 2016     | 9 сентября – Shinsaibashi Music Club Janus 10 сентября – Shibuya clubasia                         |
| OxT-2nd Ванман Райбу〜Two Hand Message〜 (яп. OxT-2ndワンマンライブ〜Two Hand Message〜)                | 24 марта, 2 апреля, 2017 | 24 марта – Umeda Club Quattro 2 апреля – Shibuya Club Quattro                                     |
| OxT-но Хи~2017 (яп. OxTの日〜2017)                                                                      | 9, 10 сентября, 2017     | 9 сентября – Shinsaibashi Music Club Janus 10 сентября – Daikanyama Space Odd                     |
| OxT-но Хи~2018 (яп. OxTの日〜2018)                                                                      | 10 сентября, 2018        | Daikanyama Space Odd                                                                              |
| 「Hello New World 2018」Tour                                                                            | 17, 18, 25 октября, 2018 | 17 октября – Shinsaibashi Music Club Janus 18 октября – Nagoya Jammin' 25 октября – Shibuya WWW X |
| OxT-но Хи~2019 (яп. OxTの日〜2019)                                                                      | 7, 10 сентября, 2019     | 7 сентября – Shinsaibashi Music Club Janus 10 сентября – Shibuya WWW                              |
| OxT-но Хи~2020 ON LINE (яп. OxTの日〜2020 ON LINE)                                                      | 10 сентября, 2020        | Трансляция выступления из зала без зрителей                                                       |

### Концерты вместе с другими группами
| Название                                                                | Дата              | Место проведения                                     |
| ----------------------------------------------------------------------- | ----------------- | ---------------------------------------------------- |
| Animax Musix 2015 Yokohama                                              | 21 ноября, 2015   | Yokohama Arena                                       |
| Animelo Summer Live 2016 刻 -TOKI-                                      | 27 августа, 2016  | Saitama Super Arena                                  |
| Kadomyu!                                                                | 4 сентября, 2016  | NHK Hall                                             |
| Animax Musix 2017 Osaka                                                 | 14 января, 2017   | Osaka-Jo Hall                                        |
| Animelo Summer Live 2017 -The Card-                                     | 25 августа, 2017  | Saitama Super Arena                                  |
| P's LIVE!05 Go! Love&Passion!!                                          | 26 ноября, 2017   | Yokohama Arena                                       |
| Animax Musix 2018 Osaka                                                 | 3 марта, 2018     | Osaka-Jo Hall                                        |
| BiliBili World 2018                                                     | 22 июля, 2018     | Shanghai World Expo Exhibition and Convention Center |
| Animelo Summer Live 2018 "OK!"                                          | 26 августа, 2018  | Saitama Super Arena                                  |
| Animax Musix 2018 Yokohama supported by HikariTV                        | 17 ноября, 2018   | Yokohama Arena                                       |
| Anisama Wārudo in Nico Nico Chō Kaigi 2019                              | 28 апреля, 2019   | Makuhari Messe International Exhibition Hall         |
| Animelo Summer Live 2019 -Story-                                        | 1 сентября, 2019  | Saitama Super Arena                                  |
| Ace of Diamond The Orchestra Ⅱ                                          | 29 сентября, 2019 | J:COM Hall Hachioji                                  |
| Anime song! Premium! Fes.                                               | 15 ноября, 2019   | NHK Hall                                             |
| Animax Musix 2019 Yokohama                                              | 23 ноября, 2019   | Yokohama Arena                                       |
| Anime JAM 2019                                                          | 22 декабря, 2019  | Maihama Amphitheater                                 |
| uP!!!Special Banquet vol.2 projected by Live Natalie                    | 6 февраля, 2020   | EX Theater Roppongi                                  |
| Nagoya Sub Culture Super Live!!!!!                                      | 7 февраля, 2020   | ElectricLadyLand                                     |
| P's LIVE! -Boys Side-                                                   | 17 октября, 2020  | Maihama Amphitheater                                 |
| Animax Musix 2021 Online supported by U-Next                            | 30 января, 2021   | Tokyo Ariake Arena                                   |
| Odaiba!! Chōjigen Ongakusai – Happy Valentine Fest from Yokohama 2021－ | 13 февраля, 2021  | Pia Arena MM                                         |